# Perussuomalaiset
Partia Finów (fiń. Perussuomalaiset, PS) – fińska partia polityczna o profilu narodowo-konserwatywnym, socjalnym i eurosceptycznym. Do 2011 nazwę partii tłumaczono jako Prawdziwi Finowie.

## Historia
Ugrupowanie powstało w 1995 na bazie części Fińskiej Partii Wiejskiej. Pierwszym przewodniczącym został Raimo Vistbacka, dwa lata później zastąpił go Timo Soini. Partia zaczęła głosić hasła socjalne, opowiedziała się za wspieraniem produkcji państwowej i przeciwko cięciom w podatkach. Przeciwstawiała się przystąpieniu Finlandii do NATO, krytykowała także członkostwo w Unii Europejskiej.
Początkowo stronnictwo uzyskiwało poparcie w granicach 1–2%, wprowadzając 1 posła w 1999 i 3 w 2003. W wyborach w 2007 poparcie 4,1% pozwoliło wprowadzić Prawdziwym Finom 5 posłów do Eduskunty. W 2009 PS startowała w wyborach do Parlamentu Europejskiego w bloku z Chrześcijańskimi Demokratami, lista uzyskała 9,8% głosów, co przyniosło liderowi partii mandat europosła.
Partia od 2000 wystawiała swojego kandydata w wyborach prezydenckich. Najwyższe poparcie uzyskiwali w 2012 Timo Soini (9,4% głosów) oraz w 2018 Laura Huhtasaari (6,9% głosów).
W 2011 Prawdziwi Finowie zajęli trzecie miejsce w wyborach do parlamentu krajowego (19% głosów i 39 mandatów), trzy lata później wprowadzili do Europarlamentu 2 przedstawicieli. W 2015 ugrupowanie utrzymało dotychczasową pozycję z wynikiem 17,6% i 38 mandatami. Po tych wyborach partia po raz pierwszy weszła w skład rządu, dołączając do gabinetu Juhy Sipili, lider partii został wicepremierem i ministrem spraw zagranicznych. Przez kilka lat partia należała do Sojuszu Europejskich Konserwatystów i Reformatorów.
W 2017 Timo Soini zrezygnował z ubiegania się o ponowny wybór na przewodniczącego partii. W czerwcu nowym liderem został Jussi Halla-aho, pokonując ministra Sampa Terho. Kilka dni po tym wyborze doszło do rozłamu w partii – dwudziestu deputowanych (w tym wszyscy ministrowie i przewodnicząca parlamentu) powołali frakcję poselską Nowa Alternatywa i następnie partię Błękitna Przyszłość, która pozostała członkiem koalicji rządzącej. Ugrupowanie Perussuomalaiset znalazło się natomiast w opozycji.
W wyborach w 2019 ugrupowanie otrzymało 17,5% głosów (drugie miejsce za socjaldemokratami) i 39 mandatów. W tym samym roku partia utrzymała dwuosobową reprezentację w PE. W sierpniu 2021 na czele ugrupowania stanęła Riikka Purra.
W 2023 partię poparło 20,1% głosujących (drugie miejsce za Partią Koalicji Narodowej), co przełożyło się na 46 miejsc w Eduskuncie. W tym samym roku Partia Finów dołączyła do koalicji rządowej, którą zorganizował lider zwycięskiej formacji Petteri Orpo. W 2024 ugrupowanie zdobyło jeden mandat w Europarlamencie X kadencji.

## Wyniki w wyborach do Eduskunty
| Wybory | Głosy (tys.) | %    | +/–  | Mandaty | +/– |
| ------ | ------------ | ---- | ---- | ------- | --- |
| 1999   | 26           | 1,0  | –    | 1       | +1  |
| 2003   | 44           | 1,6  | +0,6 | 2       | +2  |
| 2007   | 112          | 4,1  | +2,5 | 5       | +2  |
| 2011   | 560          | 19,1 | +15  | 39      | +34 |
| 2015   | 524          | 17,7 | –1,4 | 38      | –1  |
| 2019   | 539          | 17,5 | –0,2 | 39      | +1  |
| 2023   | 620          | 20,1 | +2,6 | 46      | +7  |